# بين باكلي
بين باكلي (بالإنجليزية: Ben Buckley)‏ هو شخصية أعمال أسترالي، ولد في 29 يونيو 1967 في تاسمانيا في أستراليا.

## وصلات خارجية
- بين باكلي على موقع AustralianFootball.com (الإنجليزية)
- بين باكلي على موقع AFLtables.com (الإنجليزية)